# The Daily Show
The Daily Show — американская сатирическая телевизионная программа, транслируемая на канале Comedy Central. С февраля 2024 года программы по понедельникам ведёт Джон Стюарт, а остальные выпуски команда передачи.

## История
Премьера шоу состоялась 22 июля 1996 года. Шоу было задумано как замена передаче Politically Incorrect — другой программе Comedy Central, которая за год до этого перешла на канал ABC. Изначально ведущим программы был Крэйг Килборн, и она была менее сфокусирована на политике. В 1998 году Килборн покидает шоу и становится ведущим программы The Late Late Show на CBS. На место Килборна пришёл Джон Стюарт, и передача была переименована в The Daily Show with Jon Stewart. Первый выпуск в новом формате состоялся 11 января 1999 года.
Из-за забастовки Гильдии сценаристов США в 2007—2008 году 5 ноября 2007 года выпуск шоу был приостановлен. Хотя забастовка продлилась до февраля 2008 года, шоу вернулось в эфир в январе без состава сценаристов. В знак солидарности с забастовкой передача в этот период именовалась A Daily Show with Jon Stewart вместо The Daily Show with Jon Stewart.
Летом 2013 года Джон Стюарт был занят съемками своего фильма «Розовая вода», на это время ведущим передачи стал Джон Оливер, на тот момент числившийся в составе корреспондентов.
В феврале 2015 года Джон Стюарт анонсировал, что покинет передачу до конца года. Последняя передача с Джоном Стюартом в качестве ведущего вышла 6 августа, а его место занял Тревор Ной, первая передача с которым состоялась 28 сентября 2015 года.
В сентябре 2022 года Тревор Ной анонсировал свой уход из передачи в декабре 2022 года. 9 декабря вышла последний выпуск с Тревором Нойем в качестве ведущего, а до февраля 2024 все выпуски делала команда передачи. В качестве ведущих еженедельно менялись приглашённые знаменитости, в том числе Эл Франкен, Ванда Сайкс, Лесли Джонс, Хасан Минхадж и Сара Сильверман.
В январе 2024 года Джон Стюарт объявил о своем возвращении на передачу в качестве ведущего в следующем месяце, а также то что выпуски с ним будут только в понедельник. 12 февраля вышел первый выпуск Джона Стюарта в роли ведущего после 9-летнего отсутствия. Команду корреспондентов и соведущих при нём представляют Ронни Чиенг, Майкл Коста, Джордан Клеппер и Дези Лайдик.

## Корреспонденты
Корреспонденты в шоу выполняют две основные функции: играют роли экспертов, которых интервьюирует Джон Стюарт по различным вопросам, и проводят полевые репортажи с места событий. Среди прочих, в этой роли в программе работали:
- Хасан Минхаж
- Джордан Клеппер
- Эл Мэдригал
- Аасиф Мандви
- Джессика Уильямс

За годы существования программы многие из корреспондентов получили дальнейшую известность. Стив Карелл с 1999 по 2005 год был корреспондентом программы до своей карьеры в кинематографе, начавшейся с роли в телесериале Офис. Эд Хелмс, корреспондент шоу с 2002 по 2006 год, также играет в Офисе, а в 2009 году он также сыграл главную роль в фильме Мальчишник в Вегасе.
В 2005 году был создан спин-офф — программа The Colbert Report, ведущим которой стал Стивен Кольбер, долгое время являвшийся корреспондентом The Daily Show. В 2014 году Кольбер покинул передачу, и она прекратила своё существование. На замену в январе 2015 года Comedy Central запустил передачу с Ларри Уилмором The Nightly Show with Larry Wilmore, который работал с The Daily Show с августа 2006 года и вел сегмент Wilmore-Oliver Investigates с Джоном Оливером.

## Награды и популярность
Передача двадцать восемь раз награждалась прайм-таймовой премией «Эмми». Также была награждена двумя премиями Пибоди. В 2003 году аудитория каждого эпизода составляла около миллиона зрителей, а в 2008 цифра выросла до полутора миллионов, что достаточно много для такого кабельного канала как Comedy Central. Эпизод, в котором в качестве гостя был приглашён президент Барак Обама (в 2008 году), смотрели 3,6 млн зрителей.
В июле 2009 года журнал Time провёл онлайн опрос под названием «После ухода Уолтера Кронкайта, кому из новостных ведущих Америка доверяет больше всего?». Джон Стюарт выиграл опрос, набрав 44 % голосов, на 15 % больше чем Брайан Уильямс, который набрал 29 %. Стюарт преуменьшил значение опроса, пошутив что «Это был интернет-опрос, и моё имя стояло в качестве варианта „никто из вышеназванных“».